# Walther von Wartburg
Walther von Wartburg (-Boos) (Riedholz (cantó de Solothurn a Suïssa), 18 de maig de 1888 - 15 d'agost de 1971 a Basilea) va ser un filòleg suís, originari de la Suïssa alemànica, de gran vàlua per a la romanística.
Va estudiar a les Universitats de Berna, Zúric, Florència i París, abans de presentar el 1918 la seva tesi doctoral: Zur Benennung des Schafes in den romanischen Sprachen (La denominació del moltó a les llengües romàniques, 37 pàgines). El 1921 va ingressar com a Privatdozent a Berna. Va treballar després a Lausana i entre 1929 i 1939 va ser docent a la Universitat de Leipzig. Més tard, de 1940 a 1959 va ser professor de filologia francesa a la Universitat de Basilea.
La seva obra mestra és sense cap mena de dubte el Französisches Etymologisches Wörterbuch (FEW). Aquesta obra d'una extensió i riquesa impressionants resulta ser un intent reeixit d'arreplegar tot el lèxic del francès, de l'occità i del francoprovençal d'aquell temps, donant alhora l'origen, la història i les transformacions de les paraules recollides.
Walther von Wartburg va rebre el guardó de doctor honoris causa de les Universitats de Lausana i de Leeds. Des de 1921 fou membre corresponent de la Secció Filològica de l'Institut d'Estudis Catalans. Des de 1952 fou membre corresponent de l'Acadèmia de Bones Lletres de Barcelona.